# 비펀지
비펀지(Befunge)는 스택 기반의 난해한 프로그래밍 언어로, 기존의 프로그래밍 언어들과는 다르게 프로그램이 2차원 공간 상에 배열되어 있다. "화살표" 명령들은 명령의 흐름을 왼쪽, 오른쪽, 위, 아래로 향하게 하고, 반복문은 명령의 흐름을 원 모양으로 만들어서 구성된다.

## 역사
원래 비펀지는 1993년에 크리스 프레시(Chris Pressey)가 가능한 한 컴파일이 어려운 프로그래밍 언어를 고안하려는 시도로 만든 언어이다. 따라서 비펀지는 자기 수정 프로그램을 만들 수 있도록 설계되었으며, g와 p 명령을 제공한다. 그럼에도 불구하고, 나중에 몇 개의 컴파일러가 만들어졌다. 처음 만들어진 언어를 Befunge-93이라 하며 그 이후에 만들어진 확장도 존재하는데, 여기에는 코드 공간을 다차원으로 확장하고 멀티쓰레딩, 즉 같은 공간 안에서 여러 명령 포인터가 동시에 존재할 수 있는 Funge-98이 포함된다. 비펀지 확장들과 변형들은 Fungeoid 또는 펀지(Funge)라고 보통 불린다.
처음 명세는 올바른 비펀지 프로그램을 가로 80 글자와 세로 25 글자 크기의 공간으로 제한하였다. Befunge-93 프로그램은 단지 하나의 스택만을 가질 수 있고 저장 공간이 제한되어 있기 때문에, 원래 Befunge-93 언어는 튜링 완전하지 않다. Funge-98 확장은 튜링 완전성을 위해, 명령들이 스택을 큐로 사용할 수 있도록 재정의하는 ‘큐 모드’를 비롯한 ‘모드’라는 개념을 추가하였다. 또한 Funge-98 프로그램들은 제한 없이 확장될 수 있다. Befunge-93과 같이 80칸 위치에서 반대편으로 넘어가는 대신, Funge-98 명령 포인터는 코드 공간이 마치 원환체처럼 구성되었으며 여전히 실제로 사용되는 영역은 임의로 확장될 수 있는, 크리스 프레시가 ‘Lahey-space’라고 명명한 규칙을 따른다.

## 예제
아래 난수 생성기 프로그램은 화살표 명령을 사용해서 명령의 흐름을 바꾸는 방법을 보이고 있다. ? 명령은 명령 포인터를 임의의 가로 세로 방향으로 보낸다.
```
 
vv
  
<
      
<

     
2

     
^
  
v<

  
v
1
<?>
3
v
4

     
^
   
^

 
>
  
>?>
  
?>
5
^

     
v
   
v

  
v
9
<?>
7
v
6

     
v
  
v<

     
8

  
.
  
>
  
>
   
^

 
^<

```

## 명령 목록
| 명령 | 설명 |
| ---- | --- |
| 0-9  | 해당하는 숫자를 스택에 넣는다.                                                                                     |
| +    | 덧셈: a와 b를 순서대로 꺼낸 후, a+b를 넣는다.                                                                      |
| -    | 뺄셈: a와 b를 순서대로 꺼낸 후, b-a를 넣는다.                                                                      |
| *    | 곱셈: a와 b를 순서대로 꺼낸 후, a*b를 넣는다.                                                                      |
| /    | 정수 나눗셈: a와 b를 순서대로 꺼낸 후, 정수 나눗셈 b/a의 몫을 넣는다. a가 0이라면 사용자에게 연산의 결과를 묻는다. |
| %    | 나머지: a와 b를 순서대로 꺼낸 후, 정수 나눗셈 b/a의 나머지를 넣는다. a가 0이라면 사용자에게 연산의 결과를 묻는다.  |
| !    | 논리 부정: 숫자를 꺼내서 그 값이 0이면 1을 넣고, 아니면 0을 넣는다.                                                |
| `    | 비교: a와 b를 순서대로 꺼낸 후, b>a이면 1을 넣고, 아니면 0을 넣는다.                                               |
| >    | 명령 포인터를 오른쪽으로 움직이게 한다.                                                                            |
| <    | 명령 포인터를 왼쪽으로 움직이게 한다.                                                                              |
| ^    | 명령 포인터를 윗쪽으로 움직이게 한다.                                                                              |
| v    | 명령 포인터를 아랫쪽으로 움직이게 한다.                                                                            |
| ?    | 명령 포인터를 임의의 가로 세로 방향으로 움직이게 한다.                                                             |
| _    | 숫자를 꺼낸 후, 그 값이 0이면 명령 포인터가 오른쪽으로, 아니면 왼쪽으로 움직이게 한다.                             |
| \|   | 숫자를 꺼낸 후, 그 값이 0이면 명령 포인터가 아랫쪽으로, 아니면 윗쪽으로 움직이게 한다.                             |
| "    | 문자열 모드를 시작한다; 다음 "가 나올 때까지 나오는 모든 문자의 ASCII 값을 넣는다.                                 |
| :    | 스택의 꼭대기에 있는 값을 복제한다.                                                                                |
| \    | 스택의 꼭대기에 있는 두 값의 위치를 교환한다.                                                                      |
| $    | 스택에서 숫자를 꺼낸다.                                                                                            |
| .    | 숫자를 꺼낸 후 그 숫자를 문자열로 출력한다.                                                                        |
| ,    | 숫자를 꺼낸 후 그 숫자에 해당하는 ASCII 문자를 출력한다.                                                           |
| #    | 트램폴린(Trampoline): 다음 명령을 무시한다.                                                                        |
| g    | y와 x를 순서대로 꺼낸 후, 프로그램의 (x, y) 위치에 있는 문자의 ASCII 값을 넣는다.                                  |
| p    | y와 x, v를 순서대로 꺼낸 후, 프로그램의 (x, y) 위치에 있는 문자를 v에 해당하는 ASCII 문자로 바꾼다.                |
| &    | 사용자에게 숫자를 입력받고 그 값을 넣는다.                                                                         |
| ~    | 사용자에게 문자를 입력받고 그 ASCII 값을 넣는다.                                                                   |
| @    | 프로그램을 종료한다.                                                                                               |

## 같이 보기
- 4DL
- Argh!
- Befreak
- PATH